# Unguía (kommun i Colombia)
Unguía är en kommun i Colombia.   Den ligger i departementet Chocó, i den nordvästra delen av landet, 500 km nordväst om huvudstaden Bogotá. Antalet invånare är 14 544.